# 铁热克镇
铁热克镇(Terek)，是中华人民共和国新疆维吾尔自治区阿克苏地区拜城县下辖的一个乡镇级行政单位。

## 行政区划
铁热克镇下辖以下地区：
恰木古鲁克村、苏干村、机关社区、拜城水泥厂社区和铁热克煤矿社区。